# Piorunian rtęci(II)
Piorunian rtęci(II) (rtęć piorunująca), Hg(CNO)
2 – nieorganiczny związek chemiczny, sól kwasu piorunowego i rtęci na II stopniu utlenienia. Stosowany jako inicjujący materiał wybuchowy.

## Właściwości
Jest to białe krystaliczne ciało stałe o gęstości 4,47 g/cm³ (po sprasowaniu ~3,3 g/cm³), jednak w zależności od metody syntezy uzyskać można też produkt o kolorze szarym lub brązowym. Reaguje z glinem, a wilgotny z miedzią. Trudno rozpuszcza się w wodzie. W podwyższonej temperaturze rzędu 50–60 °C rozkłada się w ciągu kilku miesięcy, jednak forma rekrystalizowana jest znacznie trwalsza. Produktami rozkładu są rtęć, azot i tlenek węgla:
Hg(CNO)
2 → Hg + N
2↑ + 2CO↑
W temperaturze 100–115 °C detonuje, jednak niektóre źródła podają znacznie wyższe temperatury wybuchu, np. 175 °C. Prędkość rozchodzenia się fali detonacji wynosi do 5,5 km/s. Powoli rozkłada się także pod wpływem światła. Ze względu na wybuchowość pod wpływem bodźców mechanicznych (tarcie, uderzenie, nakłucie etc.), iskry elektrycznej lub podgrzania, jest używany głównie jako inicjujący materiał wybuchowy w spłonkach i detonatorach. Jest silnie trujący, dlatego współcześnie zastępuje się go innymi związkami, np. tetrazenem lub trinitrorezorcynianem ołowiu.
| Właściwości wybuchowe piorunianu rtęci | Właściwości wybuchowe piorunianu rtęci |
| -------------------------------------- | -------------------------------------- |
| Energia wybuchu                        | 1,5 MJ/kg                              |
| Zdolność krusząca                      | 130 cm³ Pb na 10 g                     |
| Maksimum ciśnienia detonacji           | brak danych                            |
| Prędkość detonacji                     | 5,4 km/s                               |
| Gęstość odpowiadająca Vdet             | 4,2 g/cm³                              |
| Temperatura detonacji                  | 151 °C                                 |
| Wrażliwość na uderzenie                | duża                                   |
| Objętość produktów gazowych            | 234 dm³/kg                             |
| Temperatura podczas wybuchu            | brak danych                            |

## Otrzymywanie

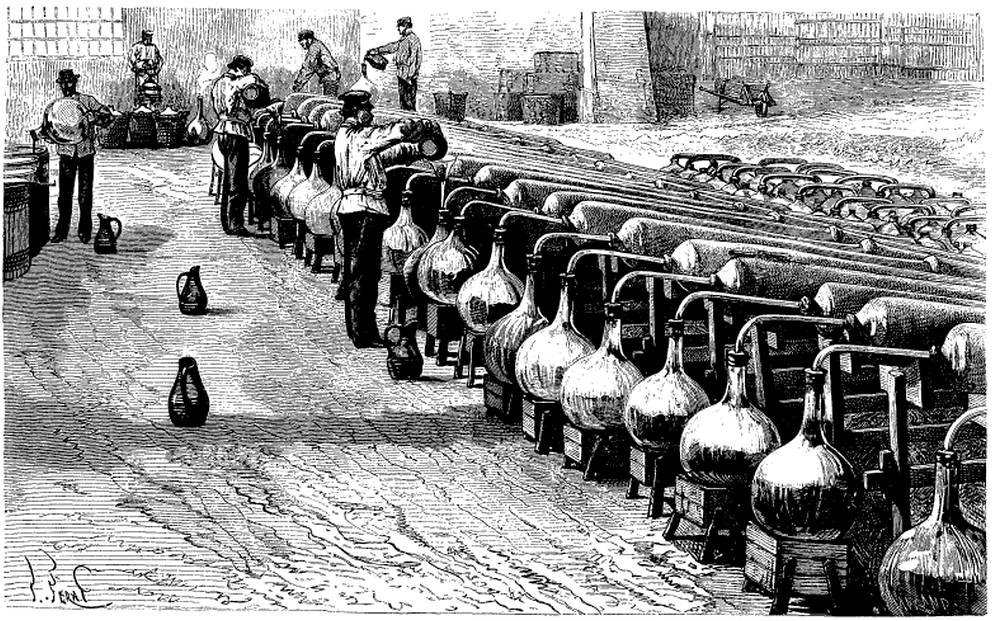
Produkcja piorunianu rtęci do wyrobu amunicji przedstawiona na XIX-wiecznej rycinie

Piorunian rtęci otrzymuje się w reakcji kwasu azotowego i azotanu rtęci(II) z etanolem lub aldehydem octowym. Produkt w kolorze brązowym powstaje przy użyciu etanolu, natomiast biały przy użyciu etanolu w obecności metalicznej miedzi i kwasu solnego lub przy użyciu acetaldehydu. Produkt szary powstaje w źle dobranych warunkach reakcji. Zabarwienie jest wynikiem obecności zanieczyszczeń, jednak produkt w kolorze brązowym ma w rzeczywistości wyższą czystość niż biały. Kolor szary jest efektem obecności koloidalnej rtęci. Związek można oczyścić przez rekrystalizację, np. z wody lub pirydyny.

## Historia
Jest najwcześniej poznanym inicjującym materiałem wybuchowym. Jego odkrywcą był prawdopodobnie Korneliusz Drebbel lub Johannes Kunckel; obaj byli siedemnastowiecznymi alchemikami. Związek nie znalazł wówczas zastosowania i został zapomniany. Ponownie został odkryty w roku 1800 przez angielskiego chemika Edwarda Howarda.